# Pierre Gilliard
Pierre Gilliard (Fiez, 16 maggio 1879 – Losanna, 30 maggio 1962) è stato un docente svizzero, precettore di lingua e letteratura francese dei figli dello Zar Nicola II e della Zarina Aleksandra Fëdorovna, le Granduchesse Ol'ga, Tat'jana, Marija e Anastasija e lo Zarevič Aleksej, dal settembre 1905 fino al maggio 1918.
Nel 1921, dopo la rivoluzione russa del 1917, pubblicò le sue memorie, Il Tragico Destino di Nicola II e della sua Famiglia: Tredici Anni alla Corte Russa, sul periodo trascorso insieme alla Famiglia Imperiale ossia sin dal periodo della rivoluzione russa del 1905 sino a quando non venne separato dai suoi membri ad Ekaterinburg, poco tempo prima dell'esecuzione dell'intera Famiglia Imperiale, avvenuta nella notte tra il 16 ed il 17 luglio 1918.

## Biografia
Pierre Gilliard nacque il 16 maggio 1879 a Fiez, nel Canton Vaud, in Svizzera.
Nelle sue memorie è riportato il suo primo incarico lavorativo, risalente al 1904, al servizio di Georgij Maksimilianovič, VI Duca di Leuchtenberg presso Livadija, in Crimea, dove trascorse i suoi primi dieci mesi di permanenza nell'Impero Russo, per poi trasferirsi al seguito della famiglia presso la reggia di Peterhof, fatta costruire da Pietro il Grande sulle rive del Mar Baltico, sul golfo di Finlandia, a soli 40 chilometri dalla capitale San Pietroburgo. Da qui, nello stesso anno, fu raccomandato all'istruzione dei figli della Coppia Imperiale di Russia; prima delle Granduchesse Ol'ga e Tat'jana, poi di Marija, Anastasija e dello Zarevič Aleksej.
Affezionatosi alla Famiglia ne ha seguito il corso in prima persona fino alla prigionia di Tobol'sk, in Siberia, dopo la rivoluzione russa del 1917: i bolscevichi impedirono a Gilliard di unirsi ai suoi allievi quando furono trasferiti nella casa Ipat'ev ad Ekaterinburg, nel maggio 1918. Nelle sue memorie ha così descritto la sua visione finale dei bambini:
(Pierre Gilliard, Il Tragico Destino di Nicola II e della sua Famiglia: Tredici Anni alla Corte Russa, pagine 74-76)
Gilliard rimase in Siberia anche dopo essere venuto a conoscenza del massacro della Famiglia Imperiale, assistendo Nicholas Sokolov, un agente del movimento controrivoluzionario russo, detto dei Bianchi, incaricato di investigare sulla fine della Famiglia Imperiale.
Nel 1919 sposò Aleksandra "Šura" Tegleva, che era stata una balia della Granduchessa Anastasija.
Nel 1920 fece ritorno in Svizzera ma dal 1926 prese servizio all'Università di Losanna, presso la scuola di francese moderno, guadagnandosi il Cavalierato dell'Ordine Nazionale della Legion d'Onore, massimo ordine cavalleresco della Repubblica Francese.
Nel 1958 fu protagonista di un incidente stradale a Losanna; non si riprese mai stabilmente e morì di conseguenza il 30 maggio 1962.

## Pubblicazioni
- Il Tragico Destino di Nicola II e della sua Famiglia: Tredici Anni alla Corte Russa, Parigi, Payot, 1921.
- La falsa Anastasia: storia di una presunta Gran Duchessa di Russia, Parigi, Payot, 1929.